# Wola Park
Wola Park – centrum handlowe znajdujące się przy ul. Górczewskiej 124 w dzielnicy Wola w Warszawie. 

## Historia
Centrum zostało zlokalizowane na granicy z Bemowem, na terenie dawnych Zakładów Ogrodniczych Ulrychów.
Centrum zostało otwarte jesienią 2002 roku. W latach 2014–2015 zostało zmodernizowane i rozbudowane; zwiększono powierzchnię o ponad 17 000 m², otworzono nowe sklepy i market budowlany Castorama. W 2020 działało w nim 180 sklepów, w tym największy w Polsce dwukondygnacyjny hipermarket Auchan, 27 restauracji i barów, a w części rozrywkowej kino Multikino i klub fitness z pełnowymiarowym kortem do squasha. Posiada także dwa dwukondygnacyjne parkingi na ponad 4000 samochodów.
Przed centrum znajduje się park Ulricha, pozostałość po istniejącym w tym miejscu gospodarstwie ogrodniczym rodziny Ulrychów. Po remoncie budynków (szklarnie, budynek biurowy i jeden z kilku budynków gospodarczych z przeznaczeniem na restaurację), rewaloryzacji parku (dawny park pokazowy, w drzewostanie m.in. buk szkarłatny, buk zwisły, klon czerwony, dąb błotny i inne), popiersia Jana Krystiana Ulricha i budowie fontanny park otwarto dla zwiedzających. W ramach rewitalizacji historycznych szklarni i otoczenia przed budynkiem centrum handlowego powstała przestrzeń gastronomiczna i kulturalna pod nazwą Ogrody Ulricha.
Przy centrum w okresie letnim funkcjonuje kino samochodowe, boisko do koszykówki i siatkówki plażowej – zamieniane w okresie zimowym na ogólnodostępne lodowisko. Odbywają się tu też m.in. koncerty i pokazy mody.